# Otyken
«Otyken» — музыкальная группа коренных народов Сибири, которая смешивает элементы современной поп-музыки с местной народной музыкой, используя традиционные инструменты, тексты песен и языки. «Otyken» — производное от тюркского слова в переводе на русский означающее «священное место силы; место, где воины складывали оружие и вели переговоры».
Группа «Otyken» была образована в 2015 году Андреем Медоносом, а их дебютный альбом был выпущен в 2018 году. По состоянию на декабрь 2023 года у группы уже было более двух миллионов подписчиков на TikTok,
более двухсот тысяч ежемесячных слушателей на Spotify, и шестьсот тысяч подписчиков на YouTube.
Участники группы - представители коренных сибирских народов из Красноярского края. Основная миссия членов группы состоит в том, чтобы привлечь внимание мировой общественности к изучению истории и традиций многонациональной России.
Этническая музыкальная группа «Otyken» состоит из разных представителей малочисленных народов Сибири: чулымцев, кетов, селькупов, хакасов, долган и тувинцев. Их основной стиль — это соединение разных музыкальных жанров со звуком этнических инструментов и горлового пения. Песни выходят на чулымском, хакасском, долганском и русском языках. Участники группы играют как на аутентичных и редких инструментах — варгане, икили, хомысе, — так и на барабанах, бас-гитаре, клавишных и саксофоне. Горловое пение нередко сочетают с речитативом. Большую часть своих клипов группа снимает на природе: в лесу, на замерзшей реке, на вершинах гор.

## История группы

### Формирование
Идея создать группу пришла Андрею Медоносу, который является её продюсером и автором песен. Группа была создана с целью сохранения чулымского фольклора, традиций и песен, которые находятся на грани исчезновения. Медонос, не имея сибирского происхождения, вырос на пасеке своей семьи в сибирской глуши среди коренных жителей, которые поддерживали давние пчеловодческие традиции. Андрей тоже занялся пчеловодством, но также увлёкся и чулымской культурой: охотой, рыбной ловлей, собирательством, - и женился на женщине из коренного населения.
Чтобы сохранить культуру коренных народов Сибири, он основал Этнографический музей меда в Красноярске и стал его директором. Музей привлекал посетителей (в частности, американских индейцев), которые помимо осмотра экспозиции и посещения образовательных мероприятий хотели услышать традиционные инструменты и песни, исполняемые коренными народами. Это вдохновило Медоноса на поиск местных жителей, которые исполняли бы свою этническую музыку на музейных концертах. Жена Медоноса была одной из первых исполнительниц, а позже занялась изготовлением костюмов. Продюсер отбирал артистов с музыкальными способностями и характерной для сибирских аборигенов внешностью: густыми черными волосами и смуглой гладкой кожей. Но главное — все они должны были быть представителями малочисленных таежных народов. К ним относятся чулымцы, селькупы, кеты и еще ряд национальностей. Концертные костюмы артистов основаны на традиционной одежде народов Сибири, хотя и не копируют ее точь-в-точь. Основное правило — гардероб должен поровну представлять образ чулымцев, селькупов и кетов, хакасов и долган. Аксессуарами и другими деталями, в том числе вполне современными, участники дополняют туалеты сами.
В 2013 году Медонос запустил канал на YouTube, на котором стал делиться чулымской культурой. Там он продемонстрировал пасеку, сделанную из традиционных бревенчатых ульев, и чулымский фольклор - танцы и песни, которые исторически сопровождали производство меда. В 2015 году был образован проект Otyken, ставший партнером «Медоноса» по производству дикого чулымского меда. Их медовые продукты (Ethno-Honey) стали популярными в Японии, и продажи помогли создать группу и финансировать производство музыки, покупку инструментов, оборудования и костюмов. Otyken выпустили свой первый альбом в 2018 году. В следующем году на пасеке построили юрту для репетиций и собраний, а в музее стали регулярно проводить концерты.

### Настоящее время
Otyken выступал на многочисленных международных мероприятиях, таких как Универсиада 2019 года в Красноярске, Чемпионат мира по вольной борьбе и Grammy’s Global Spin с песней Genesis. Их альбом Kykakacha 2021 года содержит, по сравнению с предыдущим, больше элементов поп-музыки и EDM, а также треки, спетые новой солисткой Азян. После выхода альбома Otyken стал набирать популярность по всему миру.
Группа столкнулась с некоторыми проблемами из-за санкций, наложенных на Россию западными странами. В 2022 году их учетная запись Paypal была заблокирована из-за чего международные продажи продуктов и мерча были ограничены. Кроме того, Otyken пригласили выступить на церемонии открытия чемпионата мира по футболу FIFA 2022 в Катаре, однако в последний момент в октябре они были отклонены. В настоящий момент доставка продуктов и мерча за рубеж возможна.
В ноябре 2022 года американский рок-вокалист Игги Поп порекомендовал слушателям британской радиовещательной корпорации BBC песню «Legend» группы Otyken, но по ошибке назвал российских музыкантов, поющих на хакасском и русском языках, североевропейским коллективом.
Фолк-поп группа Otyken стала почетным гостем на  Грэмми в 2023 году.
Группа планировала выступить в США в 2023 году, в том числе на America's Got Talent по приглашению от организаторов, однако им пришлось перенести живое выступление на 2025 год.
В конце 2023 года, по приглашению российской делегации, Otyken выступили в Дубае на конференции ООН по изменению климата и стали единственными артистами со всего мира, кто принял участие в этом мероприятии.
22 декабря 2023 года Otyken стали хедлайнерами на открытии крупнейшего музыкального фестиваля под открытым небом «HOZO» во Вьетнаме, где стали единственными участниками из России. Фестиваль представил ведущих артистов азиатской поп-музыки, а на закрытии выступил нидерландский диджей и музыкальный продюсер Don Diablo.
Песни группы Otyken к 2024 году будут оцифрованы, запечатаны в капсулу времени и доставлены на Луну в рамках научной космической программы «The Lunar Codex», при поддержке NASA и Space X.
В январе 2024 года американский рэпер Xzibit, также известный как ведущий телевизионного шоу «Тачку на прокачку», заявил что хочет сделать ремикс на песню "Belief" группы Otyken. Российские музыканты подтвердили своё участие в коллаборации, уточнив что ремикс будет сведён в Лос-Анджелесе и получит более привычное хип-хоп звучание.
8 марта 2024 года группа Otyken провела живой концерт во время Гала-показа российских школ моды по случаю закрытия московской недели моды на ВДНХ. А уже  в апреле 2024 года в западном выпуске журнала  Vogue, главного журнала о моде в мире, группу Otyken назвали "одним из самых быстрорастущих и ярких музыкальных коллективов России".
В январе 2025 года Otyken дебютировали в Китае, выступив на телеканале BRTV совместно с группой Hanggai из внутренней Монголии Китая. Hanggai and Otyken.
BRTV Official Channel.
В начале 2025 года Otyken участвовали в создании саундтрека к российско-китайскому приключенческому детективу «Красный шёлк», а после премьеры фильма отправились в гастрольный тур по крупнейшим городам Китая.
OTYKEN in CHINA.
8 июня 2025 года Otyken впервые выступили в Казахстане с дебютом на фестивале «The Spirit of Tengri» и объяснили значение популярной песни «Кукакача». Со слов участников, песня основана на шуточных историях их друзей и родственников. Местные девушки в центральной Сибири, испокон веков, просят найти лесного духа «Кукакачу», который, по легендам, живёт на болотах и питается чагой, чтобы проверить парней на прочность, смекалку и серьезность намерений.
20 июня 2025 года Otyken стали хедлайнерами на открытии крупнейшего международного музыкального фестиваля «Rainforest World Music Festival» в Малайзии, на острове Борнео.
 «Вдохновение приходит через дисциплину. Это не ожидание искры. Это постоянная работа. Но это того стоит, когда кто-то в другой части света чувствует биение нашего сердца в песне», — заявил  на пресс-конференции фестиваля продюсер группы Андрей Медонос.

## Особенности жанра и стиля
В первые годы после своего основания группа исполняла традиционные песни, представляющие их культуру; позже к этому были добавлены элементы современного рока и поп-музыки, чтобы привлечь внимание мировой аудитории. По этой же причине самодельные костюмы музыкантов включают элементы и исторического, и современного дизайна. Музыка Otyken исполняется в основном на традиционных инструментах, таких как комуз, игил, варган, погремушка и кожаный барабан, хотя в последние годы почти во всех их композициях использовались и современные инструменты, такие как клавишные, бас-гитара и саксофон. Почти во всех композициях группа использует горловое пение. Многие звуки группы, как инструментальные, так и вокальные, пытаются имитировать звуки природы и животных, в то время как тексты песен пытаются передать обычаи, верования и дух коренных народов. В песнях группы в основном используется чулымский язык, на котором по данным переписи в 2010 году говорили всего 44 человека, а в 2020 г. - около 25 человек. Некоторые песни также поются на хакасском или русском языках. Чулымский язык относится к сибирской ветви тюркской языковой семьи. На нем говорят вдоль реки Чулым на территории Красноярского края и Томской области.
Многие из их песен, как правило, состоят из одного аккорда с одной басовой нотой, воспроизводимой повсюду, часто достигаемой за счет использования вокала и горлового пения. Иногда на все сильные доли накладывается бас-барабан, что создает стиль, аналогичный транс-EDM. Этот стиль подходит для музыки с использованием тех традиционных инструментов, на которых играют с фиксированной высотой звука, таких как варган, басовая струна комуза и некоторые виды горлового пения.

## Участники коллектива
Участники группы изначально были в основном чулымцы, кеты, селькупы - предположительно, имеющие общих предков с японскими айнами и американскими индейцами. Сейчас в состав группы входят чулымцы, хакасы, долганы и тувинцы. Все участники — местные таланты из крошечных поселений Красноярского края, где доступ к медицине и электричеству затруднён, а продукты питания добываются на месте за счёт рыбалки, охоты, собирательства, земледелия и пчеловодства. В результате участники группы ведут активную жизнь вне группы, работая каждый на своём хозяйстве и помогая своим семьям, особенно летом, когда начинается период медосбора. Хотя в группе около десяти основных участников, в концертах обычно одновременно участвует меньше людей, в зависимости от доступности каждого человека. Ни один из исполнителей не имеет профессионального музыкального образования (за исключением Ача), однако многие коренные сибиряки обладают музыкальными способностями, так как у них принято играть народные песни на традиционных музыкальных инструментах по вечерам и праздникам.
Текущий состав
- Азя́н — вокал (2018 год, 2021 — настоящее время);
- Муна — бас-гитара (участвует с 2024 года);
- Ач — горловое пение, синтезатор (участвует c 2020 года);
- Хара — варган (участвует с 2024 года);
- Сандро́ — речитатив, маракасы, горловое пение, танцы (участвует с 2020 года);
- Цве́та — варган, барабаны, вокал, погремушка (участвует с 2017 года);
- Хака́йда — барабаны (большая бочка) (участвует с 2022 года)
- Кыс — игил (участвует с 2024 года);
- Ачанай — хомыс (участвует с 2024 года)

Бывшие участники
- Алёна — вокал, ударные (2015—2018) — супруга продюсера
- Кристина — скрипка (2015—2019)
- Миша — горловое пение, гитара, бас-гитара, варган, барабаны, хомыс (2017—2019)
- Айсылу́ — бас-гитара, барабаны, варган, вокал, маракасы (2017—2021)
- Алтына́й — хомыс, вокал, варган (2018—2021)
- Евгений — саксофон, горловое пение, варган (2018—2021)
- Та́йда — вокал (2019—2021)
- Айко́ — бас-гитара (2018 год, с 2019 по 2022 не участвовала, возобновила участие с 2022 по 2023 год)
- Ма́йя — барабаны (мелкая перкуссия), также является ассистентом продюсера (участвует с 2019 по 2024 год)
- Кюнча́ри — игил (2021—2024)
- Отама́й — Пение, хомыс (2022—2024)

## Дискография

### Альбомы
- Otyken (2018)
- Lord of Honey 2019 (2019)
- Kykakacha (2021)
- Phenomenon (2023)

### Синглы
- Fashion Day (2020)
- Steps (Шаги Шойгу) (2021)
- Genesis (2021)
- Legend (2022)
- Storm (2022)
- Smoke (2023)
- Khan Blues (2023)
- Altay x Ummet Ozcan (2023)
- Belief (2023)
- Chukotka (2024)
- Belief Remix & Xzibit (2024)
- Oneness (2024)
- Mammoth (2024)
- Psyche (2024)
- Day by Day (2025)
- Alaska (2025)

## Внешние ссылки
- Official Otyken website
- Andrey Medonos website